# موزه فناوری

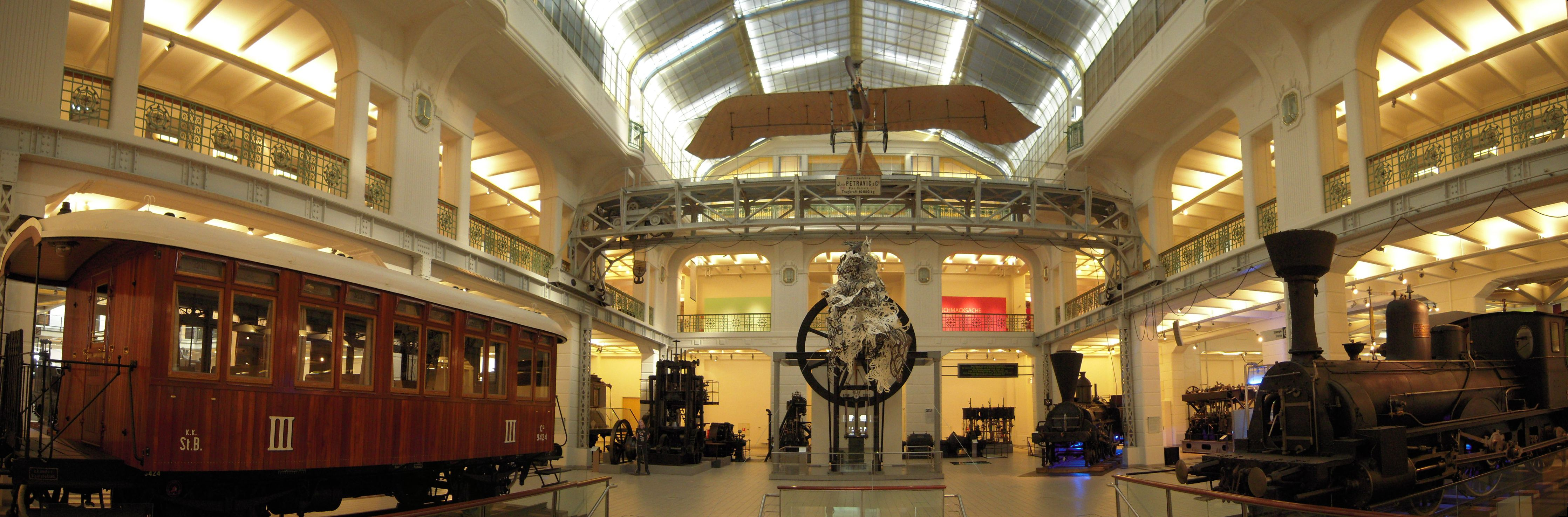
سالن ورودی موزه فنی وین

موزه فناوری موزه‌ای است که به علوم کاربردی و فناوری اختصاص دارد. بسیاری از موزه‌ها هم موزه علم و هم موزه فناوری هستند.

## موزه های فناوری امریکا
- موزه تاریخ رایانه

## موزه‌های فناوری در ایران
- موزه صنعت برق ایران
- موزه پست و ارتباطات زاهدان
- موزه پست تهران
- موزه کامپیوتر ایران

## موزه‌های فناوری تاریخی مهم در اروپا
- موزه هنر و صنایع دستی پاریس که در سال ۱۷۹۴ بنا شد.
- موزه علوم لندن در لندن که در سال ۱۸۵۷ بنا شد.
- موزه آلمان در مونیخ که در سال ۱۹۲۵ بنا شد.
- موزه فنی وین در وین که در سال ۱۹۱۸ بنا شد.

بسیاری از موزه‌های مستقل دیگر مانند موزه‌های حمل‌ونقل بخش‌های فنی، فرایندها یا صنایع خاصی مانند معدن، شیمی، مترولوژی، ساز، مهندسی سرامیک و یا کاغذ را پوشش می‌دهند.